# Футбол в Беларуси
Футбол — один из популярных видов спорта в Беларуси.
В стране проводится чемпионат страны (в 3-х дивизионах). Ежегодно проводится кубок страны по футболу.

## История

#### Первые матчи
Первые на территории Беларуси футбольные матчи, информация о которых документально подтверждена, прошли летом 1911 года, когда в различных печатных изданиях были опубликованы отчёты о матчах, сыгранных по правилам футбола, полноценными составами на подготовленных площадках, с арбитром и в присутствии зрителей. По сообщению газеты «Гомельское слово» № 51 за 1911 год: «Футбольный матч, организованный в воскресенье 31 июля гомельскими любителями-футболистами прошел очень живо и интересно. Играли полными партиями (11 против 11 человек) — ченкавцы против гомельчан».
Уже в 1911 году гомельчане провели розыгрыш первенства города. Победу в первенстве города одержала «Первая гимназическая футбольная команда». В августе 1911 состоялись матчи между командами железнодорожных станций Погодино и Барановичи. В этом же году в Могилёве в типографии местного губернского правления были отпечатаны первые «Правила игры» по футболу.

#### Возрождение футбола
После первой мировой и гражданской войн началось возрождение футбола в Беларуси.
В 1922 году прошло первое неофициальное первенство БССР по футболу. В 1923 году в Минске состоялся первый международный матч по футболу — с командой рабочего спортивного союза Франции (победила местная команда).
В апреле 1927 прошёл первый официальный чемпионат БССР по футболу.
А в следующем году впервые была сформирована сборная БССР, которая в период с 1928 по 1979 год приняла участие в футбольных турнирах Всесоюзной спартакиады, I-й и VII-й летних спартакиад народов СССР, а также в ряде товарищеских матчей с национальными сборными других стран, сборными союзных республик, спортивных объединений и т. д.
До 1991 года белорусские клубы участвовали в различных лигах чемпионата СССР. Лучший результат — победа в чемпионате страны минского «Динамо» в 1982 году.

### Современность
В 2008 году футбольный клуб «БАТЭ Борисов» достиг небывалых для Беларуси высот — клуб пробился в групповую стадию Лиги Чемпионов, сыграв в группе с мадридским «Реалом», туринским «Ювентусом» и Санкт-Петербургским «Зенитом». Бориский клуб взял 3 очка (3 ничьи), что по белорусским меркам того времени было очень много. В 2012 году «БАТЭ Борисов» выиграл у «Баварии» со счетом 3:1.
Наилучший результат сборная Беларуси показала в феврале 2011 года, когда команда заняла в рейтинге ФИФА 36 место.
Однако, белорусская сборная ни разу не попадала на чемпионаты мира или Европы.

## Мужской чемпионаты страны
Первый чемпионат Беларуси среди мужских команд (во всех дивизионах) прошёл в периоде с апреля по июль 1992 года. Чемпионом страны в первом чемпионате стала столичная команда «Динамо» (Минск).

### Высшая лига
Первый чемпионат в высшей лиге среди мужских команд прошёл с 18 апреля по 27 июня 1992 года. В первом сезоне команд было 16. На следующий сезон число команд увеличилось — их стало 17. Но на следующий сезон команд стало также как и в первом ЧБ — 16. После этого до сезона 1997 года число команд не изменялось. В 1998 году количество команд уменьшилось на одну, стало 15 команд. В 1999 году команд снова стало 16. Столько же команд было до 2000 года. В чемпионате 2001 года команд стало 14. 14 команд в высшей лиге было ещё в 2002 году. В 2003 и 2004 годах команд было 16. С 2005 по 2007 год команд было 14. в 2008 году количество команд увеличилось до 16. Но в сезоне 2009 команд стало столько же, сколько в 2007. В сезоне 2010 в Высшей лиге выступали 12 клубов. Действующий чемпион Беларуси — ФК «БАТЭ».

### Третья лига
Четвёртый дивизион — соревнования мужских футбольных команд в регионах Беларуси. Третья лига разделена на следующие зоны:
- Брестская область (ОО «Федерация футбола Брестской области»)
- Гомельская область (ОО «Гомельская областная федерация футбола»)
- Минская область (ОО «Федерация футбола Минской области»)
- Минск (ОО «Федерация Футбола города Минска»)
- Могилёвская область (ОО «Могилёвская областная федерация футбола»)
- Витебская область (ОО «Витебская областная федерация футбола»)
- Гродненская область (ОО «Гродненская областная федерация футбола»)

### Структура
Информация на 2018 год
| № дивизиона | Название дивизиона | Кол-во клубов |
| ----------- | ------------------ | ------------- |
| 1           | Высшая лига        | 16            |
| 2           | Первая лига        | 15            |
| 3           | Вторая лига        | 15            |
| 4           | Третья лига        | 59            |

## Женский чемпионат страны
Первый чемпионат Беларуси среди женских команд прошёл 1992 году. Чемпионом страны в первом чемпионате стал женский футбольный клуб из Могилёва — «Надежда».

### Высшая лига
Первый чемпионат в высшей лиге среди женских команд прошёл в 1992 году. В сезоне 2021 года участвует 10 команд. Действующий чемпион Беларуси — Динамо-БДУФК.
Чемпионы Беларуси по футболу среди женских команд:
- 1992 — «Надежда» (Могилёв)
- 1993 — «Надежда» (Могилёв)
- 1994 — «Трикотажница» (Бобруйск)
- 1995 — «Виктория» (Брест)
- 1996 — «Белкар» (Бобруйск)
- 1997 — «Бобруйчанка»
- 1998 — «Бобруйчанка»
- 1999 — «Бобруйчанка»
- 2000 — «Бобруйчанка»
- 2001 — «Бобруйчанка»
- 2002 — «Бобруйчанка»
- 2003 — «Бобруйчанка»
- 2004 — «Университет-Двина» (Витебск)
- 2005 — «Университет-Двина» (Витебск)
- 2006 — «Университет» (Витебск)
- 2007 — «Университет» (Витебск)
- 2008 — «Университет» (Витебск)
- 2009 — «Университет» (Витебск)
- 2010 — «Бобруйчанка»
- 2011 — «Бобруйчанка»
- 2012 — «Бобруйчанка»
- 2013 — «Минск»
- 2014 — «Минск»
- 2015 — «Минск»
- 2016 — «Минск»
- 2017 — «Минск»
- 2018 — «Минск»
- 2019 — «Минск»
- 2020 — «Динамо-БДУФК»
- 2021 — «Динамо-БДУФК»

## Кубок Беларуси по футболу
Кубок Беларуси по футболу среди мужских команд — ежегодное мужское футбольное соревнование, проходящее по системе «Лето — Весна». Больше всего титулов у футбольных клубов «Динамо» из Минска и «Белшины» из Бобруйска. В ближайшее время пройдёт матч Финала Кубка Беларуси 2011/2012.
Кубок Беларуси по футболу среди женских команд — ежегодное женское футбольное соревнование, проходящее по системе «Весна — Осень». Больше всего титулов у футбольного клуба «Бобруйчанка» — 10 (1995—2003, 2008). 6 раз обладателем кубка становился ЖФК Минск (2011, 2013—2017), 4 раза Надежда-СДЮШОР № 7 (1992—1994, 2004), 3 раза «Зорка-БДУ» (2009, 2010, 2012). 4 ноября 2018 года пройдут первые матчи 1/4 финала Женского Кубка Беларуси 2018.

## Суперкубок Беларуси по футболу
С 2010 года перед началом футбольного сезона в Беларуси проводится розыгрыш Суперкубка Беларуси по футболу среди мужских команд, состоящий из одного матча между победителем чемпионата и обладателем (финалистом) Кубка Беларуси в предшествующем сезоне. Первым обладателем суперкубка стал клуб «БАТЭ», обыгравший 8 марта 2010 по пенальти новополоцкий «Нафтан».
С 2010 года перед началом футбольного сезона в Беларуси по футболу среди женских команд, состоящий из одного матча между победителем чемпионата и обладателем (финалистом) Кубка Беларуси в предшествующем сезоне. Первым обладателем суперкубка стал клуб «Зорка-БДУ», обыгравший 21 марта 2010 года со счётом 6-1 «Бобруйчанку». Позже обладателем суперкубка становились «Бобруйчанка» (2011—2012), ЖФК Минск (2014—2016, 2018).